# 森下英矢
森下 英矢（もりした ひでや）は、日本のローカルタレント。主に新潟県で活動。
新潟市を本拠地とするお笑い集団NAMARAのメンバー。芸能部門のチーフを務める。NAMARA立ち上げ時からのメンバー。同事務所の高橋なんぐとは高校の同級生である。

## 主な活動
ピン歴が長く、ネタ以外の仕事が多かったために幅広いジャンルに対応している。とくに歴史、社会問題に強く、新聞や雑誌での連載、新潟市長や衆院選候補者との対談、他さまざまなテーマの討論会でのコーディネーターも務める。
吉本興業の主催するコンテスト「R-1ぐらんぷり2005」準決勝進出。 その際に写真週刊誌『FLASH』の企画、「写々丸が独断で選んだ次にきそうなピン芸人ベスト20」の10人に選ばれる。しかし森下英夫と実父の名前で掲載されている。 
同じくNAMARAに所属する大野まさやとともに「景勝」というコンビを組み、新潟市をホームタウンとしているプロサッカークラブアルビレックス新潟主催試合の場内MC等を担当している。
ASジャミネイロに所属する現役選手でもありサッカーに対する造詣も高く、2004年Jリーグオールスターサッカー、ワールドカップ関連、日本プロサッカー選手会（JPFA） チャリティーサッカー2013チャリティーマッチなどサッカー関係のイベントにも多数出演している。

## 執筆・連載
- 新潟Week　「拝啓、平山郁夫様」「MANZAI!BANZAI!」「ニイガタ世間話」（2002年 - 2008年）7年間週一回漫才ネタをおろし続ける
- 新潟日報　「NAMARAすぽーつ」（2002年 - 2003年）新潟のスポーツにまつわるコラム
- Albiway　アルビレックス新潟のサポーターが自主制作するフリーペーパーに「モリゲのもっこりコラム」を不定期連載

## 出演番組
- ゆうどき新潟
- イブニング王国
- スマイルスタジアム
- 有馬記念フェスティバル
- Fiebre Futbolera ラジオ FM新潟
- NAMARAの漫才ニュース　ラジオ FM新潟